# Club Can't Handle Me
«Club Can't Handle Me» —en español: «El club no me puede manejar»— es una canción interpretada por el rapero estadounidense Flo Rida con la colaboración del disc jockey francés David Guetta. Fue lanzado en formato digital por iTunes el 28 de junio de 2010, como el primer sencillo del tercer álbum de estudio de Flo Rida, Only One Flo (Part 1). La canción encabezó las listas musicales de Irlanda, Portugal, Polonia, Colombia y Reino Unido y se convirtió en una de las top five en Australia, Nueva Zelanda, Canadá, Alemania, Bélgica, Países Bajos y Finlandia. El video musical fue filmado en Los Ángeles y dirigido por Marc Klasfeld.

## Usos en los medios
- La canción fue utilizada en la banda sonora de la película Step Up 3D.
- En Chile, la canción fue usada la promo de Baila! Al ritmo de un sueño de Chilevisión.

## Lista de canciones y formatos
| Descarga digital |                                                        |          |  |
| N.º              | Título                                                 | Duración |  |
| 1.               | «Club Can't Handle Me» (Original Edit)                 | 3:53     |  |
| 2.               | «Club Can't Handle Me» (Sidney Samson Remix)           | 6:04     |  |
| 3.               | «Club Can't Handle Me» (Ridney Remix)                  | 6:10     |  |
| 4.               | «Club Can't Handle Me» (Felguk Remix)                  | 5:51     |  |
| 5.               | «Club Can't Handle Me» (Manufactured Superstars Remix) | 5:15     |  |
| 6.               | «Club Can't Handle Me» (David Guetta Remix)            | 4:54     |  |

## Posicionamiento en listas y certificaciones
| Lista (2010-11)                       | Mejor posición |
| ------------------------------------- | -------------- |
| Alemania (Media Control AG)           | 4              |
| Australia (ARIA)                      | 3              |
| Austria (Ö3 Austria Top 40)           | 3              |
| Bélgica (Flandes) (Ultratop 50)       | 5              |
| Bélgica (Valonia) (Ultratop 50)       | 4              |
| Canadá (Hot 100)                      | 4              |
| República Checa (Rádio Top 100)       | 4              |
| Dinamarca (Tracklisten)               | 21             |
| Escocia (The Official Charts Company) | 1              |
| Eslovaquia (Rádio Top 100)            | 8              |
| España (Top 100 Canciones)            | 4              |
| España (Spanish Airplay Chart)        | 1              |
| Estados Unidos (Billboard Hot 100)    | 9              |
| Estados Unidos (Mainstream Top 40)    | 7              |
| Estados Unidos (Hot Rap Songs)        | 12             |
| Estados Unidos (Hot Dance Club Songs) | 23             |
| European Hot 100                      | 4              |
| Finlandia (OFC)                       | 5              |
| Francia (SNEP Descargas)              | 5              |
| Hungría (Rádiós Top 40)               | 2              |
| Irlanda (IRMA)                        | 1              |
| Israel (Media Forest)                 | 1              |
| Italia (FIMI)                         | 7              |
| Noruega (VG-lista)                    | 7              |
| Nueva Zelanda (Recorded Music NZ)     | 3              |
| Países Bajos (Dutch Top 40)           | 2              |
| Polonia (Dance Top 50)                | 26             |
| Polonia (Polish Airplay Top 5)        | 1              |
| Reino Unido (UK Dance Chart)          | 1              |
| Reino Unido (UK Singles Chart)        | 1              |
| Rumania (Romanian Top 100)            | 10             |
| Suecia (Sverigetopplistan)            | 11             |
| Suiza (Schweizer Hitparade)           | 3              |

| País           | Lista (2010)              | Posición |
| -------------- | ------------------------- | -------- |
| Alemania       | Media Control AG          | 31       |
| Australia      | Australian Singles Chart  | 18       |
| Canadá         | Canadian Hot 100          | 22       |
| España         | Spanish Singles Charts    | 25       |
| España         | Top 20 Airplay            | 17       |
| España         | Top 20 TV                 | 10       |
| Estados Unidos | Billboard Hot 100         | 40       |
| Hungría        | Hungarian Airplay Chart   | 26       |
| Italia         | Italian Singles Chart     | 61       |
| Nueva Zelanda  | New Zealand Singles Chart | 24       |
| Países Bajos   | Dutch Singles Chart       | 44       |
| Reino Unido    | UK Singles Chart          | 20       |
| Rumania        | Romanian Top 100          | 78       |
| Unión Europea  | European Hot 100 Singles  | 28       |
| País           | Lista (2011)              | Posición |
| Hungría        | Hungarian Airplay Chart   | 16       |
| España         | Spanish Top 20 Airplay    | 15       |

| País           | Organismo certificador | Certificación    | Ref.   |
| -------------- | ---------------------- | ---------------- | ------ |
| Alemania       | BVMI                   | Disco de Oro     | [ 49 ] |
| Australia      | ARIA                   | Disco de Platino | [ 50 ] |
| Bélgica        | IFPI (Bélgica)         | Disco de Oro     | [ 51 ] |
| Canadá         | CRIA                   | Disco de Platino | [ 52 ] |
| España         | PROMUSICAE             | Disco de Oro     | [ 53 ] |
| Estados Unidos | RIAA                   | Disco de Platino | [ 54 ] |
| Italia         | FIMI                   | Disco de Platino | [ 55 ] |
| Nueva Zelanda  | RIANZ                  | Disco de Oro     | [ 56 ] |

### Sucesión en listas
| Predecesor: «We No Speak Americano» de Yolanda Be Cool & DCUP | Irish Singles Chart — Sencillo n.º 1 29 de julio de 2010 — 5 de agosto de 2010 | Sucesor: «Love the Way You Lie» de Eminem con Rihanna |
| Predecesor: «Beautiful Monster» de Ne-Yo                      | UK Singles Chart — Sencillo n.º 1 15 de agosto de 2010 — 21 de agosto de 2010  | Sucesor: «Green Light» de Roll Deep                   |